# HD 108863
HD 108863 —  одиночная звезда в созвездии Волос Вероники на расстоянии приблизительно 540 световых лет (около 166 парсек) от Солнца. Видимая звёздная величина звезды — +7,72m. Возраст звезды определён как около 2,679 млрд лет.
Вокруг звезды обращается, как минимум, одна планета.

## Характеристики
HD 108863 — оранжевый гигант спектрального класса K0III-IV, или K0. Масса — около 2,154 солнечной, радиус — около 7,305 солнечного, светимость — около 23,691 солнечной. Эффективная температура — около 4828 K.

## Планетная система
В 2011 году группой астрономов, работающих с данными, полученными в обсерватории Кека, было объявлено об открытии планеты HD 108863 b. Она является газовым гигантом, по массе превосходящей Юпитер более чем в два с половиной раза. Планета обращается вокруг родительской звезды на расстоянии 1,4 а.е.; год на ней длится приблизительно 443 суток. Открытие HD 108863 b было совершено методом Доплера.
В 2019 году учёными, анализирующими данные проектов HIPPARCOS и Gaia, у звезды обнаружена планета HIP 61020 c.